# Man of Steel Award
Pour les articles homonymes, voir Man of Steel (homonymie).

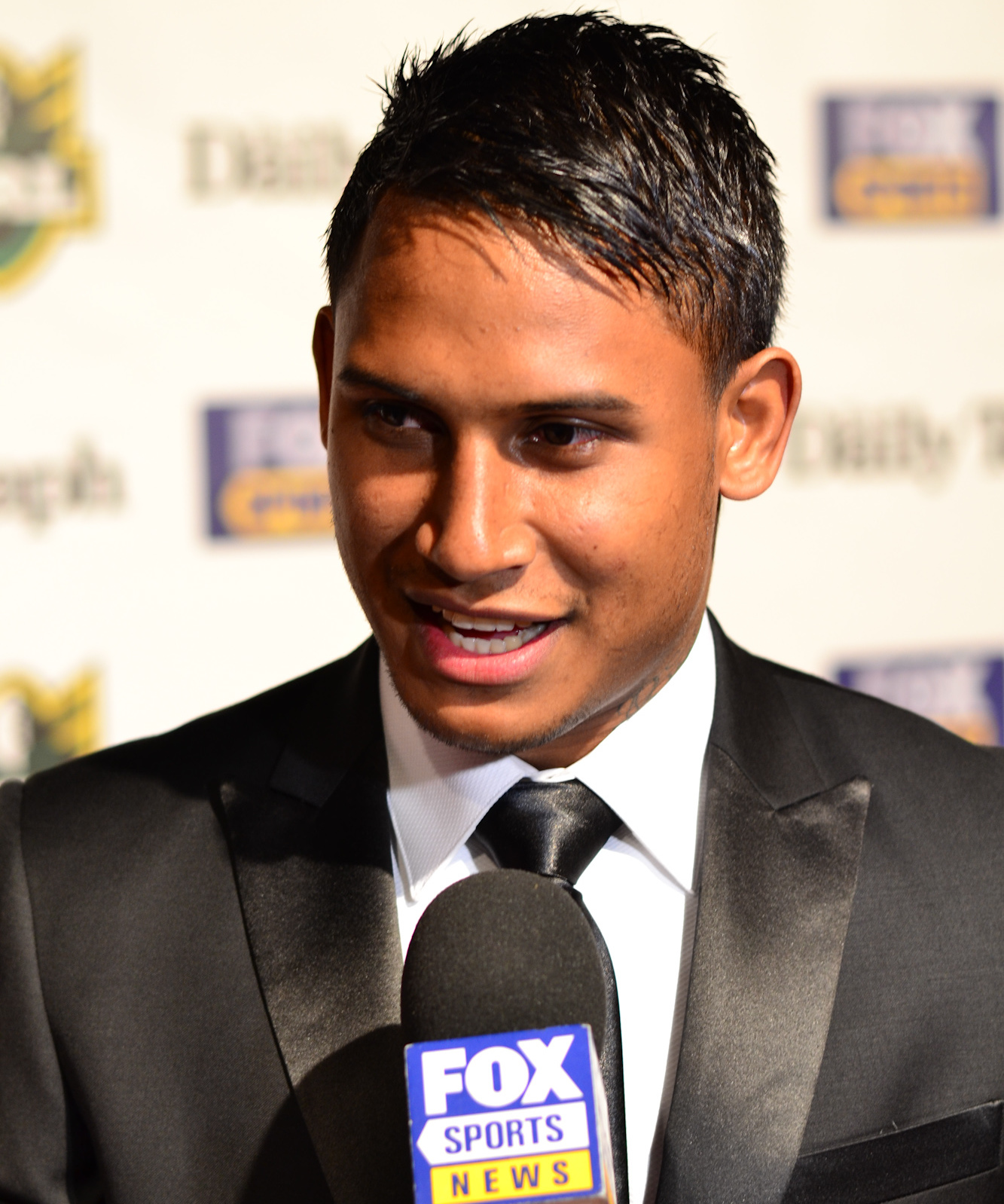
Ben Barba, lauréat en 2018.

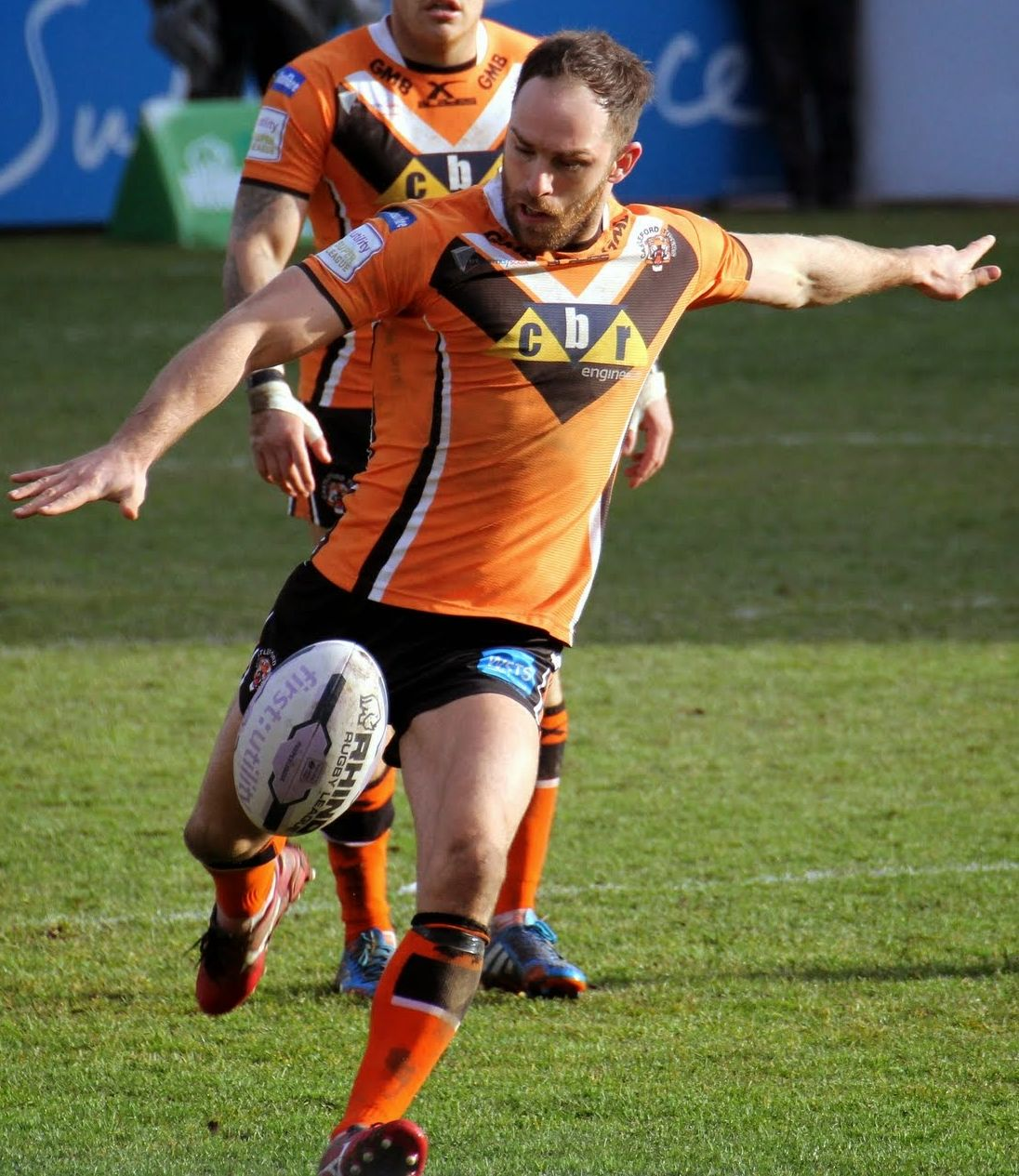
Luke Gale, lauréat en 2017.

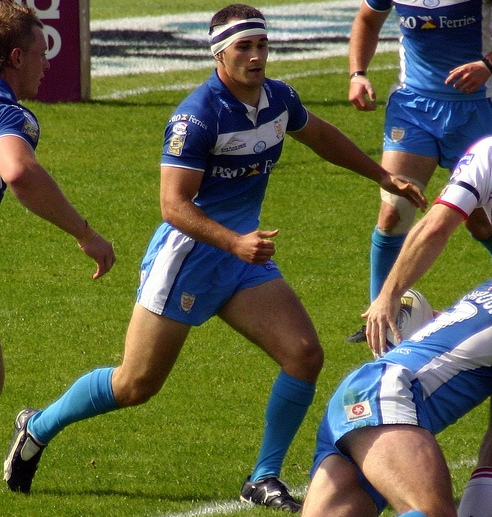
Danny Houghton, lauréat en 2016.

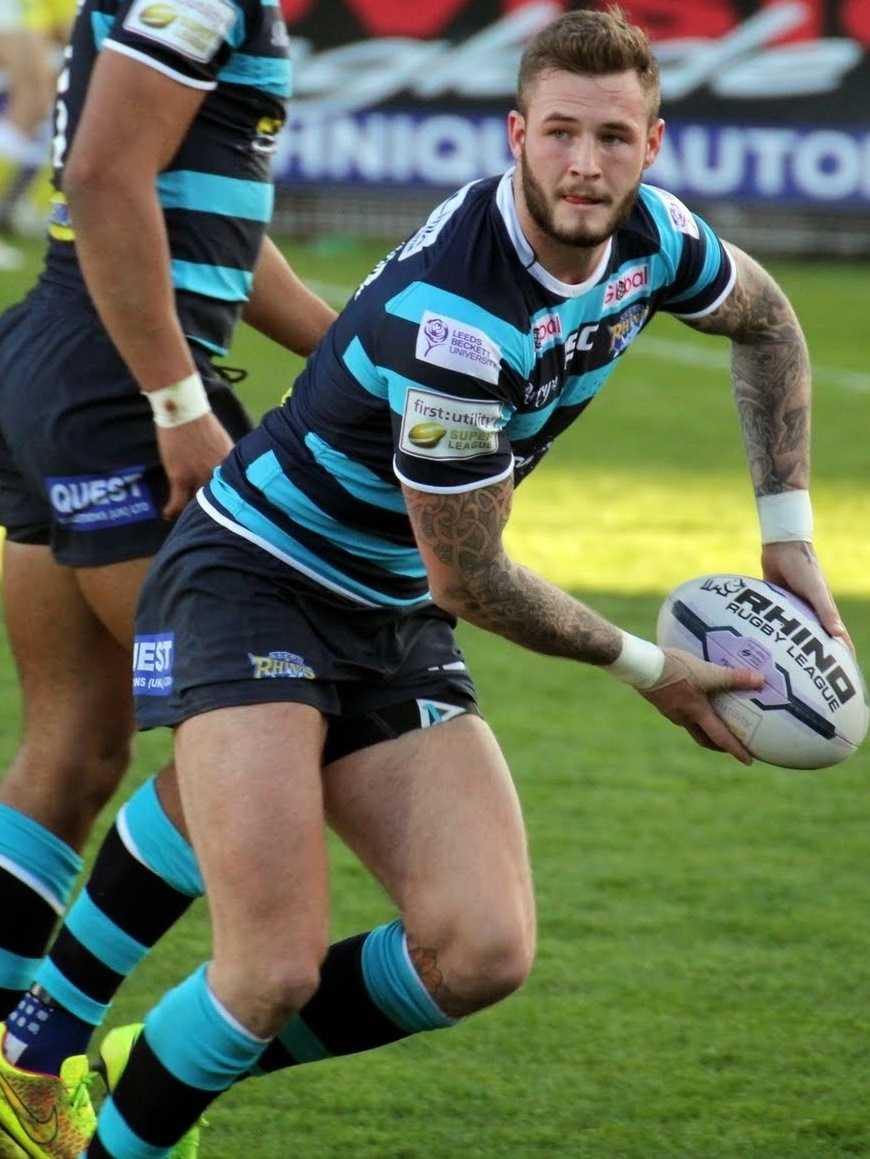
Zak Hardaker, lauréat en 2015.

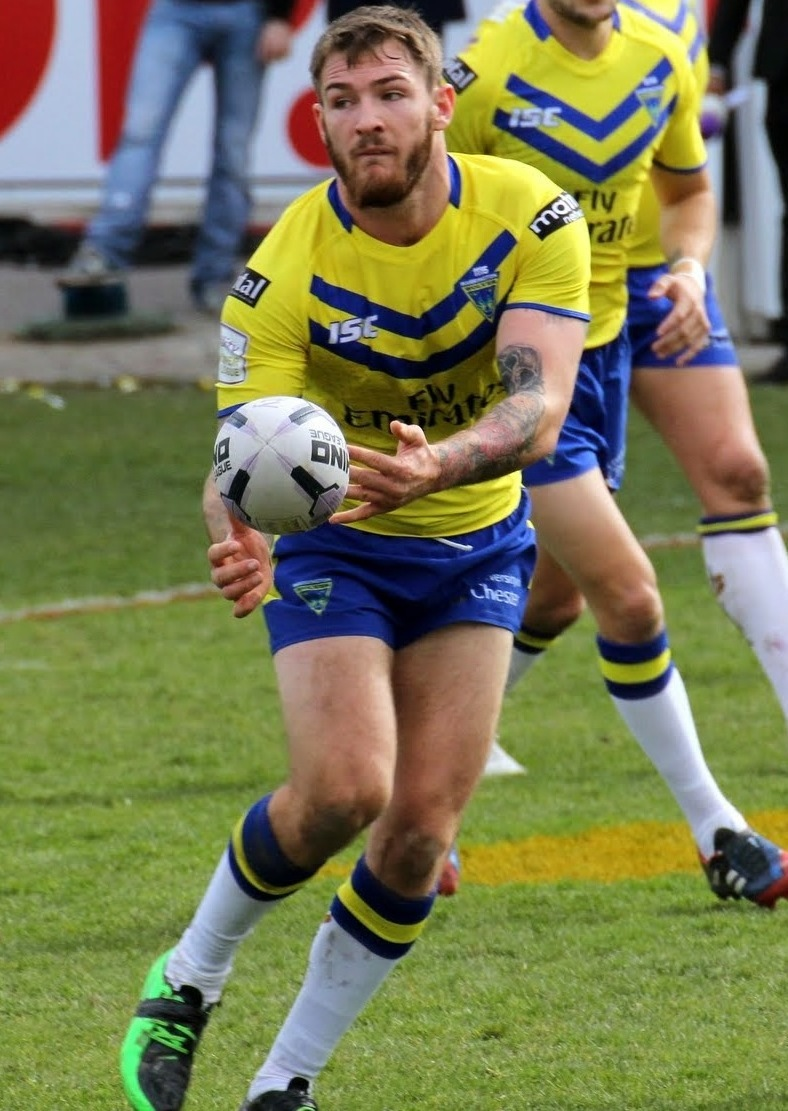
Daryl Clark, lauréat en 2014.

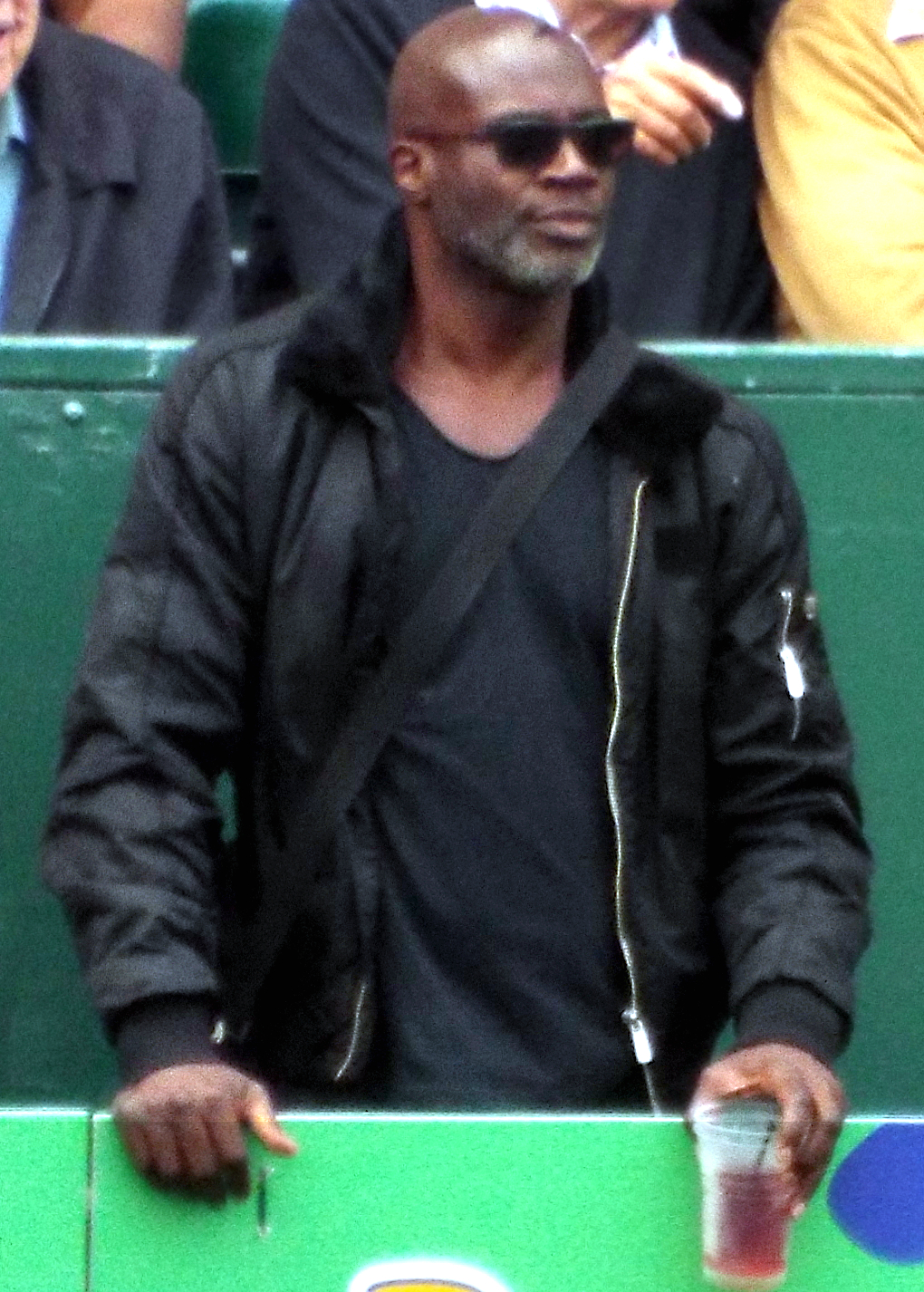
Martin Offiah, lauréat en 1988.

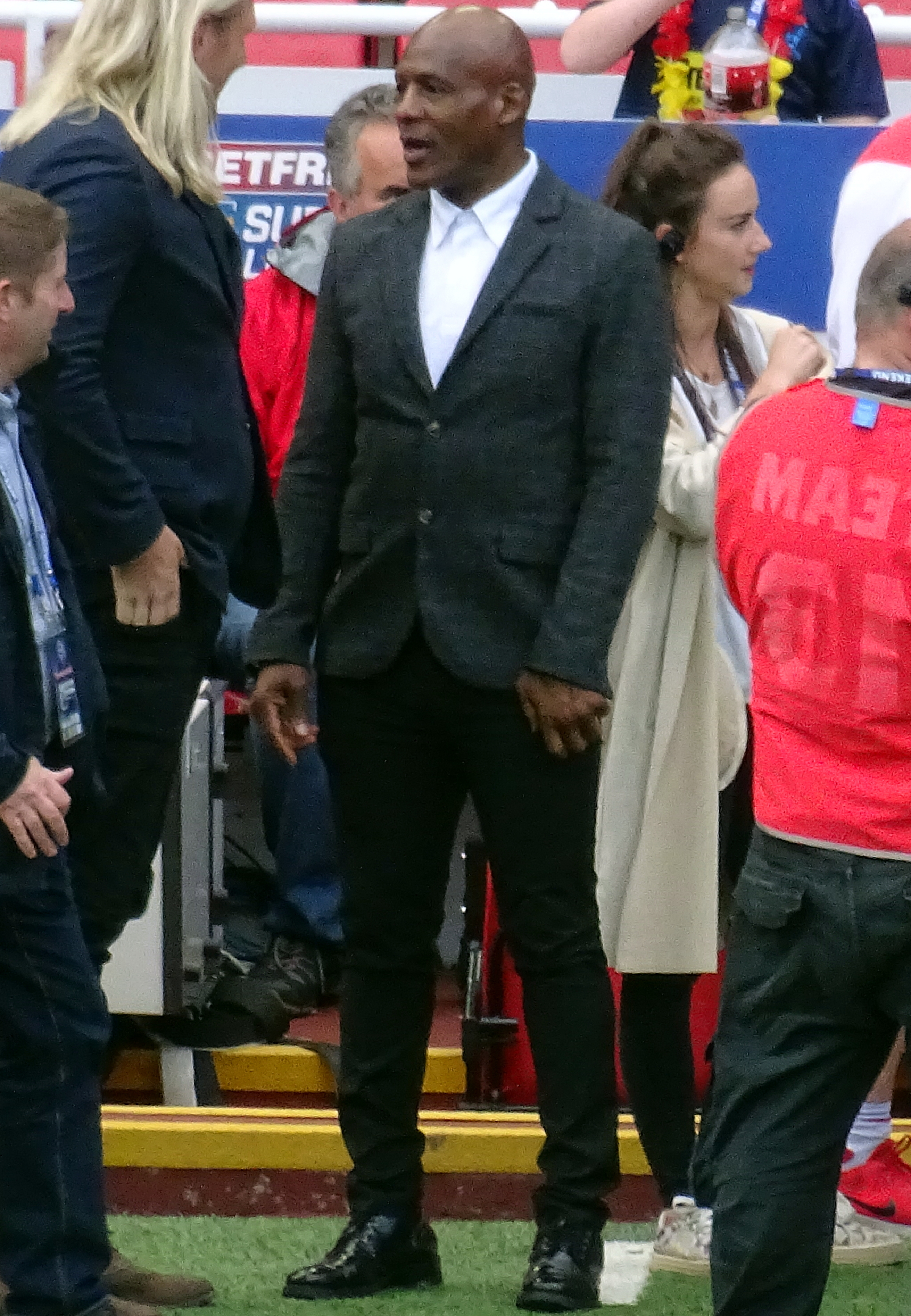
Ellery Hanley, lauréat en 1985, 1987 et 1989.

Le Steve Prescott Man of Steel Award est un prix annuel qui récompense le meilleur joueur de l'année de Super League (et avant 1996 du Rugby Football League Championship).
Ce prix a été créé en 1977 et est attribué depuis 2008 par les joueurs de la Super League (avant 2008, il était attribué par la presse).

## Palmarès
| Année | Man of Steel                                   | Deuxième                                           | Troisième                                     |
| ----- | ---------------------------------------------- | -------------------------------------------------- | --------------------------------------------- |
| 1977  | David Ward Leeds                               |                                                    |                                               |
| 1978  | George Nicholls St Helens                      |                                                    |                                               |
| 1979  | Doug Laughton Widnes                           |                                                    |                                               |
| 1980  | George Fairbairn Wigan                         |                                                    |                                               |
| 1981  | Ken Kelly Warrington                           |                                                    |                                               |
| 1982  | Michael Morgan Carlisle                        |                                                    |                                               |
| 1983  | Allan Agar Featherstone                        |                                                    |                                               |
| 1984  | Joe Lydon Widnes                               |                                                    |                                               |
| 1985  | Ellery Hanley Bradford                         |                                                    |                                               |
| 1986  | Gavin Miller Hull KR                           |                                                    |                                               |
| 1987  | Ellery Hanley Wigan                            |                                                    |                                               |
| 1988  | Martin Offiah Widnes                           |                                                    |                                               |
| 1989  | Ellery Hanley Wigan                            |                                                    |                                               |
| 1990  | Shaun Edwards Wigan                            |                                                    |                                               |
| 1991  | Garry Schofield Leeds                          |                                                    |                                               |
| 1992  | Dean Bell Wigan                                |                                                    |                                               |
| 1993  | Andy Platt Wigan                               |                                                    |                                               |
| 1994  | Jonathan Davies Warrington                     |                                                    |                                               |
| 1995  | Denis Betts Wigan                              |                                                    |                                               |
| 1996  | Andy Farrell Wigan                             |                                                    |                                               |
| 1997  | James Lowes Bradford                           |                                                    |                                               |
| 1998  | Iestyn Harris (arrière - Leeds)                |                                                    |                                               |
| 1999  | Adrian Vowles (troisième ligne - Castleford)   |                                                    |                                               |
| 2000  | Sean Long (demi de mêlée - St Helens)          |                                                    |                                               |
| 2001  | Paul Sculthorpe (demi d'ouverture - St Helens) |                                                    |                                               |
| 2002  | Paul Sculthorpe (demi d'ouverture - St Helens) |                                                    |                                               |
| 2003  | Jamie Peacock (deuxième ligne - Bradford)      |                                                    |                                               |
| 2004  | Andrew Farrell (pilier - Wigan)                | Lesley Vainikolo (ailier - Bradford)               | Danny McGuire (demi d'ouverture - Leeds)      |
| 2005  | Jamie Lyon (centre - St Helens)                | Jamie Peacock (deuxième ligne - Bradford)          | Kevin Sinfield (demi d'ouverture - Leeds)     |
| 2006  | Paul Wellens (arrière - St Helens)             | Gareth Ellis (deuxième ligne - Leeds)              | Daniel Nutley (pilier - Castleford)           |
| 2007  | James Roby (talonneur - St Helens)             | Paul Wellens (arrière - St Helens)                 | Trent Barrett (demi d'ouverture - Wigan)      |
| 2008  | James Graham (pilier - St Helens)              | Jamie Peacock (pilier - Leeds)                     | Leon Pryce (demi d'ouverture - St Helens)     |
| 2009  | Brett Hodgson (arrière - Huddersfield)         | Adrian Morley (pilier - Warrington)                | James Graham (pilier - St Helens)             |
| 2010  | Pat Richards (ailier - Wigan)                  | Sam Tomkins (arrière - Wigan)                      | Adrian Morley (pilier - Warrington)           |
| 2011  | Rangi Chase (demi d'ouverture - Castleford)    | Sam Tomkins (arrière - Wigan)                      | James Roby (talonneur - St Helens)            |
| 2012  | Sam Tomkins (arrière - Wigan)                  | James Roby (talonneur - St Helens)                 | Ben Westwood (deuxième ligne - Warrington)    |
| 2013  | Danny Brough (demi d'ouverture - Huddersfield) | Sean O'Loughlin (troisième ligne - Wigan)          | Jamie Peacock (pilier - Leeds)                |
| 2014  | Daryl Clark (talonneur - Castleford)           | Jamie Peacock (pilier - Leeds)                     | James Roby (talonneur - St Helens)            |
| 2015  | Zak Hardaker (arrière - Leeds)                 | Adam Cuthbertson (pilier - Leeds)                  | Alex Walmsley (pilier - St Helens)            |
| 2016  | Danny Houghton (talonneur - Hull FC)           | Gareth Ellis (troisième ligne - Hull FC)           | Denny Solomona (ailier - Castleford)          |
| 2017  | Luke Gale (demi de mêlée - Castleford)         | Zak Hardaker (arrière - Castleford)                | Albert Kelly (demi d'ouverture - Hull FC)     |
| 2018  | Ben Barba (arrière - St Helens)                | James Roby (talonneur - St Helens)                 | John Bateman (centre - Warrington)            |
| 2019  | Jackson Hastings (demi de mêlée - Salford)     | Liam Watts (pilier - Castleford)                   | Blake Austin (demi d'ouverture - Warrington)  |
| 2020  | Paul McShane (talonneur - Castleford)          | Jake Trueman (Demi d'ouverture - Castleford)       | Daryl Clark (talonneur - Warrington)          |
| 2021  | Sam Tomkins (arrière - Dragons Catalans)       | Jordan Abdull (demi de mêlée - Hull KR)            | Jonathan Lomax (demi d'ouverture - St Helens) |
| 2022  | Brodie Croft (demi d'ouverture - Salford)      | Jai Field (arrière- Wigan)                         | Jack Welsby (demi d'ouverture - St Helens)    |
| 2023  | Bevan French (demi d'ouverture - Wigan)        | Jack Welsby (arrière - St Helens)                  | Tom Johnstone (ailier - Dragons Catalans)     |
| 2024  | Michael Lewis (demi de mêlée - Hull KR)        | Marc Sneyd (demi d'ouverture - Salford Red Devils) | Matthew Dufty (arrière - Warrington Wolves)   |

## Statistiques

### Lauréats de plusieurs Man of Steel
| Joueurs         | Total | Années             |
| --------------- | ----- | ------------------ |
| Ellery Hanley   | 3     | 1985, 1987 et 1989 |
| Paul Sculthorpe | 2     | 2001 et 2002       |
| Andy Farrell    | 2     | 1996 et 2004       |
| Sam Tomkins     | 2     | 2012 et 2021       |

### Man of Steel consécutifs
- 2 Man of Steel consécutifs : Paul Sculthorpe